# مسجد دلاور
مسجد دلاورجشوقان مربوط به دوره صفوی است و در شهرستان اصفهان، بخش کوهپایه، روستای جشوقان واقع شده و این اثر در تاریخ ۳۰ تیر ۱۳۸۴ با شمارهٔ ثبت ۱۲۲۳۰ به‌عنوان یکی از آثار ملی ایران به ثبت رسیده است.